# Rostov na Donu
Rostov na Donu, rus., Ростов-на-Дону, je grad u južnoj Rusiji. Leži 46 km od ušća Dona u Azovsko more i administrativno je središte Rostovske oblasti.

## Povijest
Osnovala ga je carica Elizabeta 1749. godine na desnoj obali Dona, kako bi štitio ruske trgovačke putove. Godine 1760. u gradu je podignuta Rostovska tvrđava.
U vrijeme Sovjetskog Saveza boljševici su uništili crkvu Aleksandra Nevskog. U Drugom svjetskom ratu Rostov je jako stradao jer su ga Nacisti osvojili 1941. i 1942. godine.
Danas je Rostov političko, kulturno i gospodarsko središte južne Rusije. To je grad koji se u postkomunističkim vremenima brzo razvija.
Rostov je prometno čvorište južne Rusije. On ima veliki željeznički kolodvor i važnu međunarodna zračnu luku.
Najvažnije industrijske grane u gradu su prerada drva, kemijska i elektronička industrija. Zemlja oko Rostova iznimno je plodna, tako da iz tog kraja stiže mnogo prehrambenih proizvoda. Također, poznati su i rudnici kamenog ugljena, jedni od najvećih u Rusiji.
Najveća obrazovna institucija u gradu je Rostovsko državno sveučilište.

## Stanovništvo
Po popisu stanovištva iz 2009. godine, Rostov na Donu ima 1 048 991 stanovnika raspoređenih na 354 km².
| 2002.     | 2010.     |
| --------- | --------- |
| 1.068.267 | 1.089.851 |

## Vanjske poveznice
- http://www.rostov-gorod.ru//  Arhivirana inačica izvorne stranice od 2. siječnja 2011. (Wayback Machine)